# Senator Ninoy Aquino
Senator Ninoy Aquino è una municipalità di quarta classe delle Filippine, situata nella Provincia di Sultan Kudarat, nella regione di Soccsksargen.
Senator Ninoy Aquino è formata da 20 baranggay:
- Banali
- Basag
- Buenaflores
- Bugso
- Buklod
- Gapok
- Kadi
- Kapatagan
- Kiadsam
- Kuden
- Kulaman
- Lagubang
- Langgal
- Limuhay
- Malegdeg
- Midtungok
- Nati
- Sewod
- Tacupis
- Tinalon